# Рокери с Мораву
Рокери с Мораву је био четворочлани музички састав који је изводио шаљиве песме народњачког карактера. Група је основана 1977. и била активна све до 1991. године, током 2006. обновљена, када је снимљен повратнички албум „Пројекат”, међутим после смрти Звонка Миленковића у септембру 2008. група дефинитивно престаје са радом.

## Чланови
Чланови су били:
- Борис Бизетић (вођа и оснивач, од 1977. до 1991. и од 2006. до 2008.)
- Звонко Миленковић (1977–1991. и од 2006. до 2008. – преминуо 2008.)
- Бранислав Анђеловић (1977–1988. – напустио групу, преминуо 2022.)
- Бранко Јанковић (1977–1982. – преминуо 1982.)

На сцени су се појављивали у шумадијским народним капама, шајкачама, а јавност их је познавала по псеудонимима. Тако је Бизетић био Вељко Б. Ужичанин - Боца, Јанковић је био Јанкула, Миленковић је био Сисоје, а Анђеловић се представљао као Ћора. Имали су преко 2000 наступа широм света, изузетну популарност у целој Југославији. Својим оригиналним текстовима аранжманима и начином на који су то изводили стекли су култну популарност коју никада нико није успео да достигне. Створили су жанр музике у коме су били једини и недодирљиви.

## Каријера
Рокери с Мораву су се појавили на нашој музичкој сцени 1977. године са синглом Стојадинка овце шиша. Публика не очекујући појаву групе која је неговала до тада непознати жанр у музици, реагује сјајно. Дебитантски сингл се продаје у великом тиражу постаје апсолутни хит, што ће бити улазница за сам врх музичке сцене који су Рокери с Мораву, испоставиће се касније, без проблема сачували.
У свом првом периоду каријере од оснивања па до краја 1982. године, албуми Рокера с Мораву били су истински хитови, жељно ишчекивани и што је било најзанимљивије слушани код најшире публике, свих старосних доби. Рокери су имали поштоваоце и међу тврдом рок публиком, као и код оних који су слушали фолк музику. Захваљујући својим бритким текстовима, сјајним аранжманима као и одличним вокално-сценским наступима, побрали су симпатије како публике тако и критике.
Након смрти Бранка Јанковића-Јанкуле, група престаје да буде квартет и наставља као трио, тиме почиње њихов други део каријере који је трајао од 1983. године све до средине 1988. Током другог дела каријере група је сигурно корачала већ утабаним стазама успеха, потврђујући своју популарност редовним издавањем албума, који ипак по квалитету помало су заостајали за првом фазом каријере. То међутим није утицало на њихове тираже и концертну активност.
Средином 1988. године групу својевољно напушта Бранислав Анђеловић, група наставља са радом али овога пута као дует. Овим је почела трећа етапа каријере Рокера с Мораву.
После великих успеха, како дискографских тако и концертних, „Рокери с Мораву“ су имали мали креативни пад крајем 80-их година, надолазећи рат и свеопшта криза у друштву почетком 90-их није погодовала групи. Осетио се умор у њиховом раду тако да лидер групе Борис Бизетић одлучује да се Рокери с Мораву повуку са сцене. Група је престала са радом 1991.

## Поновно окупљање
После 16 година паузе, Рокери с Мораву су  крајем 2006. издали албум под називом Пројекат. У песмама се обрађују актуелни проблеми као што су СМС, силикони, спортске кладионице и многи други. Групу поново чине као и 1991. године када су престали са радом Борис Бизетић и Звонко Миленковић. Аутор свих песама је Борис Бизетић, сада под псеудонимом Стојко. Албум је изазвао пажњу јавности и радост фанова због повратка омиљене групе на сцену. Болест и смрт Звонка Миленковића-Сисоја значила је и дефинитиван крај Рокера с Мораву.

## Коначни престанак рада
Члан групе Бранко Јанковић преминуо од последица тешке саобраћајне несреће у Београду крајем 1982. године, Бранислав Анђеловић је напустио групу јула 1988. а Звонко Миленковић је умро у септембру 2008. у Београду.
Рокери с Мораву имали су велики хендикеп који је оставио трага у раду групе после трагичне смрти Бранка Јанковића-Јанкуле, због његових одличних дубоких бек-вокала. Његов одлазак група није надокнадила већ је наставила као трио.
Све до јула 1988. године када групу напушта и Бранислав Анђеловић-Бане Ћора, који је веома доприносио оригиналном сценском наступу и аранжманима песама које је писао и певао Борис Бизетић у дуету са Звонком Миленковићем-Сисојем. Група даље наставља са радом али овога пута као дует и тако остаје до самог краја. После смрти Звонка Миленковића, Борис Бизетић је изјавио да је то дефинитиван крај Рокера с Мораву.

## Дискографија

### Албуми
| Р.бр. | Албум                             | Година |
| ----- | --------------------------------- | ------ |
| 1.    | Стојадинка овце шиша              | 1978.  |
| 2.    | Дрма дрма пловак                  | 1979.  |
| 3.    | Кркензи кикирики еври деј         | 1980.  |
| 4.    | Кескесе                           | 1981.  |
| 5.    | Ја Тарзан а ти Џејн               | 1982.  |
| 6.    | Кобац јури мале тице              | 1983.  |
| 7.    | Поморавац                         | 1984.  |
| 8.    | Династија                         | 1984.  |
| 9.    | Цицо вештицо                      | 1985.  |
| 10.   | Међународни пољопривредни ансамбл | 1986.  |
| 11.   | Рокери с Мораву певу у глас       | 1987.  |
| 12.   | Рокери с Мораву певу по кућама    | 1987.  |
| 13.   | Југословенска плоча               | 1988.  |
| 14.   | Тајна вечера                      | 1989.  |
| 15.   | Помози боже                       | 1990.  |
| 16.   | Србија се умирит не може          | 1990.  |
| 17.   | Нинџe корњаче                     | 1991.  |
| 18.   | Пројекат                          | 2006.  |

### Синглови
У периоду од 1977. до 1979. издали су 7 сингл плоча.

### Компилације
| Р.бр. | Албум          | Година |
| ----- | -------------- | ------ |
| 1.    | Хитови         | 1979.  |
| 2.    | Нај вери бест  | 1982.  |
| 3.    | Сабрана недела | 2005.  |